# マリコルヌ
マリコルヌ （Malicorne）は、フランス、オーヴェルニュ＝ローヌ＝アルプ地域圏、アリエ県のコミューン。

## 人口統計
| 1962年 | 1968年 | 1975年 | 1982年 | 1990年 | 1999年 | 2006年 | 2011年 |
| ------ | ------ | ------ | ------ | ------ | ------ | ------ | ------ |
| 483    | 485    | 528    | 524    | 822    | 814    | 846    | 828    |

参照元:1999年までEHESS、2004年以降INSEE

## みどころ
- サン・プレジェ教会
- バシエの泉
- 園芸会社デルバールによる果樹園をそなえた庭園

## 出身者
- ジョルジュ・デルバール - バラ育種家